# Епархия Орисы
Епархия Орисы (лат. Dioecesis Orisena) — упразднённая епархия Анитохийского патриархата, в настоящее время титулярная епархия Римско-Католической церкви.

## История
Античный город Ориса, который сегодня идентифицируется с археологическими раскопками "Tayibe", располагался в римской провинции Сирия и до VI века был центром одноимённой епархии Антиохийского патриархата. Епархия Орисы входила в митрополию Сергиополя.
Епархия Орисы упоминается в "Notitia Episcopatuum". В VI веке епархия Орисы прекратила своё существование.
C 1933 года епархия Орисы является титулярной епархией Римско-Католической церкви.

## Греческие епископы
- неизвестны[1].

## Титулярные епископы
- епископ Benedito Paulo Alves de Souza (28.07.1933 — 3.04.1946);
- епископ Францишек Коршинский (2.05.1946 — 3.11.1963);
- епископ Józef Benedykt Kurpas (23.11.1962 — 19.05.1992);
- вакансия с 1992 года.

## Источник
- Annuario Pontificio, Libreria Editrice Vaticana, Città del Vaticano, 2003, стр. 870, ISBN 88-209-7422-3
- La Gerarghia Cattolica